# Diplura riveti
Diplura riveti är en spindelart som först beskrevs av Simon 1903.  Diplura riveti ingår i släktet Diplura och familjen Dipluridae.
Artens utbredningsområde är Ecuador. Inga underarter finns listade i Catalogue of Life.